# Little Elm
Little Elm is een plaats (town) in de Amerikaanse staat Texas, en valt bestuurlijk gezien onder Denton County.

## Demografie
Bij de volkstelling in 2000 werd het aantal inwoners vastgesteld op 3646.
In 2006 is het aantal inwoners door het United States Census Bureau geschat op 21.287, een stijging van 17641 (483.8%).

## Geografie
Volgens het United States Census Bureau beslaat de plaats een oppervlakte van
12,7 km², waarvan 12,6 km² land en 0,1 km² water. Little Elm ligt op ongeveer 193 m boven zeeniveau.

## Geboren
- Weston McKennie (28 augustus 1998), voetballer

## Plaatsen in de nabije omgeving
De onderstaande figuur toont nabijgelegen plaatsen in een straal van 12 km rond Little Elm.